# Satyrus ganssuensis
Satyrus ganssuensis är en fjärilsart som beskrevs av Grum-grshimailo 1892/93. Satyrus ganssuensis ingår i släktet Satyrus och familjen praktfjärilar. Inga underarter finns listade.